# پاتریک ناگل (بازیکن فوتبال)
پاتریک ناگل (انگلیسی: Patrick Nagel؛ زادهٔ ۶ اوت ۱۹۹۰) بازیکن فوتبال اهل آلمان است.
از باشگاه‌هایی که در آن بازی کرده‌است می‌توان به باشگاه فوتبال هولشتاین کیل اشاره کرد.